# Verzorgingsplaats Meerssen
Verzorgingsplaats Meerssen is een Nederlandse verzorgingsplaats langs de A2 Maastricht-Amsterdam enkele kilometers na knooppunt Kruisdonk, nabij Meerssen, waar de verzorgingsplaats haar naam aan te danken heeft. De naam van de verzorgingsplaats staat overigens nergens op borden vermeld.
De verzorgingsplaats is geheel gelegen achter een geluidsscherm, dat er voor moet zorgen dat inwoners van Meerssen geen last van de snelweg ondervinden. Er is weinig ruimte aanwezig bij de verzorgingsplaats, dus is parkeren slechts zeer beperkt mogelijk. Hiervoor is de nog geen kilometer verderop gelegen verzorgingsplaats Kruisberg bedoeld.
Het tankstation is tegenwoordig van TotalEnergies, waar voorheen Shell jarenlang het merk was.
Richting Eijsden:
Haarrijn · 
IJsselstein · 
Bisde · 
De Lucht West · 
Velder · 
't Haasje · 
Roevenpeel · 
Ellerbrug · 
Het Anker · 
Vossedal · 
Knuvelkes
Richting Amsterdam:
Patiel · 
Meerssen · 
Kruisberg · 
Swentibold · 
Bosserhof ·
Meiberg · 
Groote Bleek · 
Ooiendonk · 
De Lucht Oost · 
Lingehorst · 
Jutphaas · 
Ruwiel